# Maria Creuza
Maria Creuza Silva Lima (Esplanada, 26 de febrero de 1944) es una cantante brasileña.

## Trayectoria artística
A los dos años de edad, María Creuza se mudó con su familia a Salvador (Bahía). Todavía adolescente, se destacó como crooner del grupo ’Les Girls', lo que le valió la invitación para presentarse en programas de radio. Grabó canciones en inglés, contratada por una compañía discográfica local y, durante cuatro años, dirigió el programa de televisión Encontro con Maria Creuza (en la TV Itapoan, de Salvador de Bahía).

### Años sesenta
En 1966, María Creuza interpretó la canción «Se não houvesse María» (compuesta por Antonio Carlos Pinto) en el festival O Brasil Canta (de la desaparecida TV Excelsior). En el año siguiente, defendió «Festa no Terreiro de Alaketu» (también de Antonio Carlos) en el III Festival de Música Popular Brasilera (en TV Record). En aquel mismo año, ella grabó la canción en un álbum simple que registró también «Abolição» (de Antonio Carlos). En 1969, la canción «Mirante» (de Aldir Blanc y César Costa Filho) dio a María Creuza el premio a la mejor intérprete y el tercer lugar en el IV Festival Universitario de la Canción Popular, en Río de Janeiro. En aquel año, Creuza interpretó «Catendê» (de Antonio Carlos y Jocafi) en el V Festival de Música Popular Brasilera (en TV Record).

### Años setenta
En 1970, María Creuza fue invitada por el poeta y cantante Vinícius de Moraes para participar de una excursión por Uruguay (en Punta del Este, con Dorival Caymmi) Luego, también dio un concierto en el Teatro Solís en Montevideo bajo la dirección de Jorge Cirino en un concierto a teatro lleno. Luego en Argentina (en Mar del Plata, con Toquinho). En Argentina, la cantante bahiana grabó con Vinícius y Toquinho el álbum En La Fusa con Maria Creuza y Toquinho, uno de los mejores discos grabados en vivo de la música brasileña. En el repertorio, María Creuza interpretó, entre otras canciones de Vinícius, «A felicidade», «Garota de Ipanema», «Eu sei que vou te amar» (canción que contó con la declamación ―por parte del poeta― del «Soneto da fidelidade», para delirio del público argentino), «Se todos fossem iguais a você» y «Lamento no morro» (todas de Tom Jobim y Vinícius de Moraes), «Canto de ossanha» (canción muy aplaudida por la platea argentina) y «Samba em preludio» (ambas de Vinícius y Baden Powell), «Minha namorada» (de Vinícius y Carlos Lyra, y la bellísima interpretación de «Catendê».
En el año siguiente, Creuza grabó su mejor álbum, Yo... María Creuza, que incluye los temas «Mais que nada (de Jorge Ben), «Dindi» (de Tom Jobim y Aloysio de Oliveira), «Chega de saudade» (de Tom Jobim y Vinícius de Moraes), «Por causa de você» y «Estrada do sol» (ambas de Tom Jobim y Dolores Duran), «Das rosas», «Saudade da Bahia» y «Marina» (todas de Dorival Caymmi), «Chove lá fora» (de Tito Madi), «Corcovado» (de Tom Jobim), «O cantador» (de Dori Caymmi y Nelson Motta) y «María vai com as outras» (de Toquinho y Vinícius de Moraes).
En 1972, María Creuza lanzó con Vinícius de Moraes y Toquinho el álbum Eu sei que vou te amar, que incluía «Se todos fossem iguais a você» y «Qué maravilha» (de Toquinho y Jorge Ben), entre otras. Realizaron una gira por Francia e Italia. En aquel año, Creuza grabó el LP Maria Creuza. En 1973, la cantante lanzó el disco Eu disse adeus, con destaque para la canción-título del LP (de Roberto Carlos), «Feijãozinho con Torresmo» (de Walter Queiroz) y «Apelo» (de Baden Powell y Vinícius de Moraes). El álbum fue lanzado también en español para el mercado europeo.
En el año siguiente, Creuza publicó el álbum Sessão nostalgia, que contenía entre otras «Para falar a verdade» (de Rildo Hora y Sergio Cabral) y «Vingança» (de Licínio Rodrigues). Participó en aquel año (1973) del Segundo Festival Mundial de Música Popular, en Tokio (Japón), con la canción «Que diacho de dor» (de Antonio Carlos y Jocafi), premiada con el segundo lugar. En 1975, se publicó Maria Creuza e os grandes mestres do samba, donde se destacaron los temas «Chega pra lá» (de Élton Medeiros y Joacyr Santana) y «Amor de mãe» (de Nelson Cavaquinho y Guilherme de Britto).
En 1977, María Creuza grabó Meia noite, álbum que registró canciones como «Dom de iludir» (de Caetano Veloso) y «Onde anda você» (de Vinícius de Moraes y Hermano Silva) y también participó de la banda sonora de la película Os pastores da noite, que posteriormente se publicó en LP. En el año 1978 editó el disco Doce veneno, que incluía «Trocando en miúdos» (de Chico Buarque y Francis Hime) y «Último desejo» (de Noel Rosa) y se presentó en el XIX Festival Internacional de la Canción de Viña del Mar. En 1979 grabó el álbum Pecado, entre cuyas obras se destacaron «Tempo de voar» (de Carlinhos Vergueiro, J. Petrolino y Toquinho) y «Começaría tudo outra vez» (de Gonzaguinha).

### Años ochenta y noventa
En los años ochenta, Creuza publicó los álbumes Maria Creuza (1980), Sedução (1981), Poético (1982, dedicado a Vinícius de Moraes), Paixão acesa (1985), Pura magia (1987), Da cor do pecado (1989) y Com açúcar e com afeto (1989).
En 1991, María Creuza grabó Todo sentimento, álbum que incluía «Na baixa del sapateiro» (de Ary Barroso) y «Chuvas de verão» (de Fernando Lobo). Dos años después, la cantante participó en el songbook de Vinícius de Moraes, cantando con Carlos Lyra el tema «Samba da bênção» (de Baden Powell y Vinícius de Moraes). En diciembre de 1998, Creuza integró el elenco de cantantes que presentó, en el auditorio de la Academia Brasileira de Letras, las Catorze canções del século escogidas por la crítica especializada de Río de Janeiro y de São Paulo para celebrar el centenario de la Academia.
En 1999, Creuza grabó en España ―con dirección musical, producción y arreglos de Gabriel Sopeña y Mauricio Villavecchia― La mitad del mundo/A metade do mundo. El disco obtuvo críticas excelentes, por su propuesta que acercaba la bossa tradicional a los sones mediterráneos, con bellas versiones de «Samba em preludio» (Baden Powell y Vinícius, a dúo con Toquinho) y «Dama do casino», de Caetano Veloso; y fue acompañado de una amplia gira en 2000 y 2002. Además, Creuza cantó en español «La mitad del mundo» (de Gabriel Sopeña) e «Istambul», con texto escrito por ella misma.

### Última época
En 2001, sus discos Eu disse adeus (1973) y Poético (1982) fueron relanzados y dos años después la cantante grabó el álbum Você e eu, interpretando obras de Vinícius de Moraes, que contó con la participación de Roberto Menescal en la guitarra. En 2006, se editó el álbum Maria Creuza ao vivo, grabado en el Teatro Guaíra (de Curitiba). En el repertorio incluyó «A felicidade», «Eu sei que vou te amar», «Chega de saudade», «Garota de Ipanema», «Tarde en Itapoã» (de Toquinho y Vinícius de Moraes), «Berimbau» (de Baden Powell y Vinícius de Moraes), «Rosa morena» (de Dorival Caymmi) y «Você abusou» (de Antonio Carlos y Jocafi), entre otras. En 2012, María Creuza realizó recitales regularmente en el Vinicius Bar (en Río de Janeiro), alternadas con presentaciones en Europa. Residente entre Buenos Aires y Rio de Janeiro desde 2014.

## Discografía
- 1967: Festa no terreiro de Alaketu / Abolição, disco simple
- 1970: Vinícius de Moraes en La Fusa.
- 1971: Yo... María Creuza, RGE LP, LP
- 1972: Maria Creuza, RGE LP
- 1972: Eu sei que vou te amar (Vinícius de Moraes, Maria Creuza y Toquinho). RGE LP
- 1973: Eu disse adeus, RCA Víctor LP
- 1974: Sessão nostalgia, RCA Víctor LP
- 1975: Maria Creuza e os grandes mestres do samba, RCA Víctor LP
- 1977: Meia noite, RCA Víctor LP
- 1978: Doce veneno, RCA Víctor LP
- 1979: Pecado, RCA Víctor LP
- 1980: Maria Creuza, RCA Víctor LP
- 1981: Sedução, RCA Víctor LP
- 1982: Poético, RCA Víctor LP
- 1985: Paixão acesa, Arca Som LP
- 1987: Pura magia, Arca Som LP
- 1989: Da cor del pecado, Som Livre LP
- 1989: Com açúcar e com afeto.
- 1999: La mitad del mundo / A metade do mundo, Zanfonia CD
- 2003: Você y eu, Albatroz CD
- 2006: Maria Creuza ao vivo, Albatroz CD
- 2007: Creuza y Gabriel, Albatroz CD